# Ara Piękny
Ara Piękny (orm. Արա Գեղեցիկ, trb. Ara Geghecik, ur. 844 p.n.e., zm. 828 p.n.e.) – pierwszy, historycznie potwierdzony król Armenii, kojarzony najczęściej z legendarnym praojcem Ormian – Aramem.
Według legendy zapisanej przez Mojżesza z Chorenu, zakochała się w nim współczesna mu królowa Semiramida. Jednak on odrzucił jej zaloty, za co wojska asyryjskie najechały Armenię, zaś sam król zginął w trakcie walk. Bohater wielu legend, podań i dzieł artystycznych.